# Veteranministeriet
Veteranministeriet (engelsk: United States Department of Veterans Affairs – VA) er den amerikanske regerings ministerium for militære veteraner, deres familie og efterladte. Ministeriet blev etableret den 21. juli 1930 som et føderalt ministerium. Det er placeret i Washington (810 Vermont Ave NW).
Ministeriet ledes af Veteranministeren, United States Secretary of Veterans Affairs, som siden 2025 er Doug Collins.

## Historie
I 1930 blev flere regeringsorganisationer lagt sammen i Veteranstyrelsen, "Veterans Administration", der koordinerer regeringens krigsveteranpolitik. I 1988 blev styrelsen underlagt USA's præsident Ronald Reagan og fik status som et føderalt ministerium.
Ministeriets hovedopgave er afledt af en åbningstale fra Abraham Lincoln: At drage omsorg for den som har båret kamp samt for hans enke og hans børn („...to care for him who shall have borne the battle, and for his widow and his orphan...“)

## Organisation
Veteranministeriet er med sine 278.565 ansatte (2008) er efter forsvarsministeriet det andetstørste ministerium i USA. De ansatte arbejder i sundhedssektoren og på de nationale kirkegårde. Budgettet er på over 93,4 milliarder dollar (2009). Dermed er det tydeligt efter de finansielt store ministerier; Forsvarsministeriet og Sundhedsministeriet hvis budgetter er 6-7 gange større.
I sundhedssektoren er ministeriet en af de største spillere i USA. På grund af samarbejdssamtaler med en stor del af landets medicinske uddannelsesinstitutioner har op til 25 procent af alle amerikansk uddannede læger på et tidspunkt arbejdet for ministeriet.
Ministeriet består af tre styrelser:
- Veterans Health Administration: Sundhed
- Veterans Benefits Administration: Uddannelse, genindslusning til samfundet, forsikring, erstatning og pension.
- National Cemetery Administration: Administrerer 123 af de 139 statskirkegårde i USA.

Ministeriet har til sin rådighed sin egen politistyrke, United States Department of Veterans Affairs Police.

## Udgifter til behandling
På grund af USA's mange militære konflikter har udgifterne til behandling af fysiske og mentale skader steget markant.
Ministeriet inddeler veteraner i otte hovedgrupper og en lang række underkategorier. Ved placering i en kategori vurderes veteranens finansielle situation, men ved en méngrad på over 50 procent (tab af lemmer eller Posttraumatisk belastningsreaktion (PTSD) ) ydes behandling og medicin uden betaling for veteranen.
I de senere år har man opført adskillige ambulante faciliteter der kan erstatte de traditionelle institutioner. Man har indført elektroniske patientjournaler, udført omfattende forskning i proteser og PTSD samt undersøgt virkningerne af Agent Orange.

## Chefer for styrelsen / Veteranministre
| Chefer for Veteranstyrelsen (1930-1989) | Chefer for Veteranstyrelsen (1930-1989)  | Chefer for Veteranstyrelsen (1930-1989) | Chefer for Veteranstyrelsen (1930-1989)                  | Chefer for Veteranstyrelsen (1930-1989) | Chefer for Veteranstyrelsen (1930-1989) | Chefer for Veteranstyrelsen (1930-1989) | Chefer for Veteranstyrelsen (1930-1989) |
| Nr                                      | Navn                                     | Embedsperiode                           | Under præsident                                          |                                         |                                         |                                         |                                         |
| --------------------------------------- | ---------------------------------------- | --------------------------------------- | -------------------------------------------------------- | --------------------------------------- | --------------------------------------- | --------------------------------------- | --------------------------------------- |
| 2                                       | Omar N. Bradley                          | 1945–1948                               | Harry S. Truman                                          |                                         |                                         |                                         |                                         |
| 3                                       | Carl R. Gray junior                      | 1948–1953                               | Harry S. Truman                                          |                                         |                                         |                                         |                                         |
| 4                                       | Harvey V. Higley                         | 1953–1957                               | Dwight D. Eisenhower                                     |                                         |                                         |                                         |                                         |
| 5                                       | Sumner G. Whittier                       | 1957–1964                               | Dwight D. Eisenhower, John F. Kennedy, Lyndon B. Johnson |                                         |                                         |                                         |                                         |
| 6                                       | John S. Gleason                          | 1964–1965                               | Lyndon B. Johnson                                        |                                         |                                         |                                         |                                         |
| 7                                       | William J. Driver                        | 1965–1969                               | Lyndon B. Johnson                                        |                                         |                                         |                                         |                                         |
| 8                                       | Donald E. Johnson                        | 1969–1974                               | Richard Nixon                                            |                                         |                                         |                                         |                                         |
| 9                                       | Richard L. Roudebush                     | 1974–1977                               | Gerald Ford                                              |                                         |                                         |                                         |                                         |
| 10                                      | Max Cleland                              | 1977–1981                               | Jimmy Carter                                             |                                         |                                         |                                         |                                         |
| 11                                      | Bob Nimmo                                | 1981–1982                               | Ronald Reagan                                            |                                         |                                         |                                         |                                         |
| 12                                      | Harry N. Walters                         | 1982–1986                               | Ronald Reagan                                            |                                         |                                         |                                         |                                         |
| 13                                      | Thomas K. Turnage                        | 1986–1989                               | Ronald Reagan                                            |                                         |                                         |                                         |                                         |
| 14                                      | Edward Joseph Derwinski                  | 1989                                    | George Bush                                              |                                         |                                         |                                         |                                         |
| Veteranministre (1989-)                 |                                          |                                         |                                                          |                                         |                                         |                                         |                                         |
| Nr                                      | Navn                                     | Embedsperiode                           | Under præsident                                          |                                         |                                         |                                         |                                         |
| 1                                       | Edward Joseph Derwinski (R)              | 15. marts 1989 – 26. september 1992     | George Bush                                              |                                         |                                         |                                         |                                         |
|                                         | Anthony Joseph Principi (fungerende) (D) | 26. september 1992 – 20. januar 1993    | George Bush                                              |                                         |                                         |                                         |                                         |
| 2                                       | Jesse Brown (D)                          | 22. januar 1993 – 3. juli 1997          | Bill Clinton                                             |                                         |                                         |                                         |                                         |
|                                         | Hershel Wayne Gober (fungerende) (R)     | 3.juli 1997 – 2. januar 1998            | Bill Clinton                                             |                                         |                                         |                                         |                                         |
| 3                                       | Togo Dennis West Jr. (R)                 | 2. januar 1998 – 10. juli 2000          | Bill Clinton                                             |                                         |                                         |                                         |                                         |
|                                         | Hershel Wayne Gober (fungerende) (R)     | 10. juli 2000 – 20. januar 2001         | Bill Clinton                                             |                                         |                                         |                                         |                                         |
| 4                                       | Anthony Joseph Principi (R)              | 23. januar 2001 – 26. januar 2005       | George W. Bush                                           |                                         |                                         |                                         |                                         |
| 5                                       | Robert James Nicholson (R)               | 26. januar 2005 – 1. oktober 2007       | George W. Bush                                           |                                         |                                         |                                         |                                         |
|                                         | Gordon H. Mansfield (fungerende) (R)     | 1. oktober 2007 – 20. december 2007     | George W. Bush                                           |                                         |                                         |                                         |                                         |
| 6                                       | James Benjamin Peake (R)                 | 20. december 2007 – 20. januar 2009     | George W. Bush                                           |                                         |                                         |                                         |                                         |
| 7                                       | Eric Ken Shinseki (L)                    | 20. januar 2009 – 30. maj 2014          | Barack Obama                                             |                                         |                                         |                                         |                                         |
|                                         | Sloan D. Gibson (fungerende)             | 30. maj 2014 – 30. juli 2014            | Barack Obama                                             |                                         |                                         |                                         |                                         |
| 8                                       | Robert McDonald                          | 30. juli 2014 – 20. januar 2017         | Barack Obama                                             |                                         |                                         |                                         |                                         |
|                                         | Robert Snyder (fungerende)               | 20. januar 2017 – 14. februar 2017      | Donald Trump                                             |                                         |                                         |                                         |                                         |
| 9                                       | David Shulkin                            | 14. februar, 2017 –                     | Donald Trump                                             |                                         |                                         |                                         |                                         |